# Тиснява в Кербелі
10 вересня 2019 року під час тисняви на святі Ашура в місті Кербела, Ірак, 31 людина загинула і приблизно 100 поранено.
Ашура є важливим святом у ісламському календарі, який відзначає вбивство Хусейна ібн Алі (імама Хуссейна), онука пророка Мухаммеда. Він був убитий в 680 р. В битві при Карбалі це стало важливою подією подією для шиїтів. Відтоді перші десять днів Мухаррама, першого місяця ісламського календаря, є національним святом в ісламських країнах, десятий день завершується Ашурою. Подія визнана ключовим фактором розподілу між ісламськими конфесіями шиїтів та сунітів.
Святкування Ашури в Карбалі стало об'єктом теракту в 2004 році, коли від вибухів в Карбалі та Ен-Наджаф загинуло 134 людини. У Багдаді під час святкування в 2005 році, сталась тиснява викликана інформацією, що на святі можуть статись терористичні атаки.
Останнім часом кілька нападів на процесії Ашури були спричинені сунітськими екстремістами.

## Тиснява

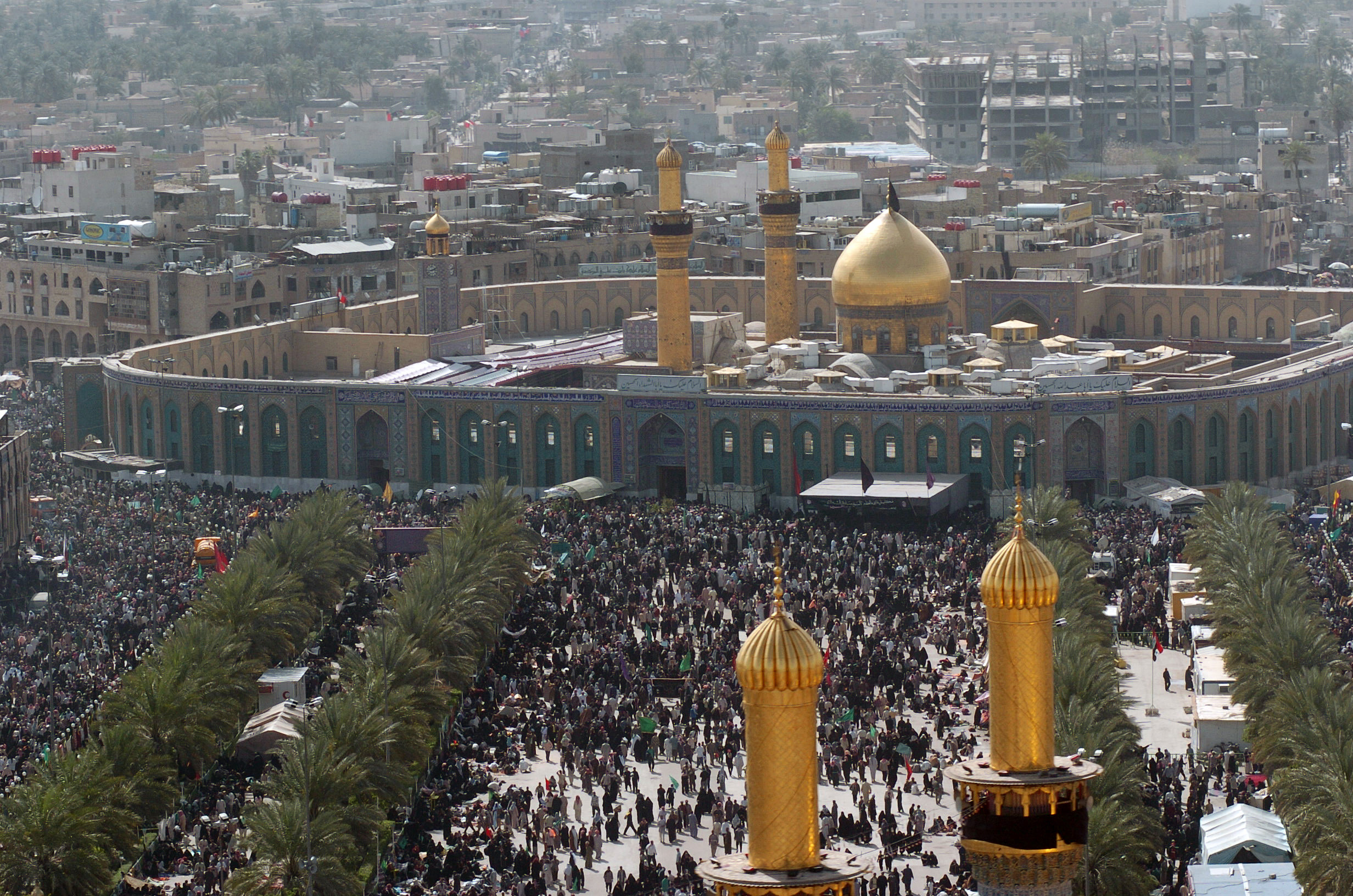
Сотні паломників у святині імама Хусейна під час Ашури у 2005 році

Однією з поширених подій під час святкування Ашури в Кербела, Ірак, є пробіг Туваїрій, де пілграми пролягають вулицями приблизно 2–3 кілометри (1–2 милі) до святині імама Хусайна, на честь пробігу Хусайна ібн Алі який він зробив від села Тувайрі (сьогодні відоме як Аль-Хіндія) до Кербели перед битвою при Кербелі. Близько опівдня 10 вересня 2019 року організатори залучили сотні тисяч паломників, які планують здійснити забіг. Звіти про те, що спричинило масову тисняву, змінювалися; в одному звіті стверджувалося, що доріжка обвалилася, що привело натовп до паніки та спричинило тисняву. В іншому звіті було зазначено, що одна людина спіткнулася і впала серед бігунів; інші згодом впали на полеглого бігуна, утворюючи тисняву.
До порятунку приєдналася й міська влада. Щонайменше 31 людина загинула в тисняві, щонайменше 100 поранених вони відправлені до місцевих лікарень. Не менш 10 постраждалих знаходились у критичному стані.

## Реакція
Влада розслідує причину тисняви.
Президент Іраку Бархам Саліх та прем'єр-міністр Аділь Абдул-Махді висловили співчуття з приводу втрати, до них приєднався посол США в Іраку Метью Туллер. Міністерство закордонних справ Іраку оприлюднило заяву про те, що пакистанців серед загиблих немає.